# Giuseppina Biggiogero Masotti
Giuseppina Biggiogero Masotti (Melegnano, 8 agosto 1894 – Milano, 24 ottobre 1977) è stata una matematica italiana.

## Biografia
Nel 1912 conseguì il diploma di maestra; successivamente proseguì negli studi di fisica e matematica, iscrivendosi al Politecnico di Milano. Nel 1918 passò al corso di laurea in Matematica all'Università degli Studi di Pavia, laureandosi nel 1921, sotto la guida di Luigi Brusotti. Fu assistente a Pavia e docente al Politecnico di Milano.
Nel 1948 vinse la cattedra di Geometria al Politecnico di Milano dove insegnò fino al 1969, anno del suo collocamento a riposo.

## Studi matematici
Numerosi sono gli argomenti trattati. Soprattutto importanti quelli concernenti l'isotopia nelle curve algebriche reali con massimi d'inclusione. Altro campo dei suoi interessi è stato quello della Geometria integrale metrica.  Si dedicò inoltre agli studi di Geometria algebrica rivolti alla costruzione dei piani multipli (tripli e quadrupli) ottenuta dalle relative curve di diramazione.
Biggiogero Masotti si interessò anche di Storia della Matematica.

## Opere
- Giuseppina Biggiogero, Lezioni di geometria proiettiva ad uso degli allievi architetti,Tamburini Editore, 1946.
- Oscar Chisini, Giuseppina Masotti Biggiogero, Lezioni di geometria descrittiva, Libr. Ed. Politecnica Cesare Tamburini, 1946.
- Giuseppina Biggiogero, Lezioni di geometria proiettiva,Tamburini Editore, 1967.
- Oscar Chisini, Giuseppina Masotti Biggiogero, Esercizi di geometria descrittiva, Tamburini Editore, 1973

- Wikiquote contiene citazioni di o su Giuseppina Biggiogero Masotti

- Wikiquote contiene citazioni di o su Giuseppina Biggiogero Masotti